# Агнево (посёлок)
Агнево — упразднённый посёлок в Александровск-Сахалинском районе Сахалинской области России. На момент упразднения входил в состав Владимирского сельсовета. Исключен из учётных данных в 1982 году.

## География
Село находилось в центре района, на правом берегу реки Агнево, на расстоянии приблизительно в 37 км (по прямой) к югу от города Александровск-Сахалинский.

## История
Русское старожильческое село основано в 1893 году. В переписи 1926 года не учтено.
По данным на 1937 год селение являлось центром Агневского поссовета Широкопадского района.
Упразднен решением Сахалинского облисполкома от 01.04.1982 № 98.

## Население
| 1931 | 1937 | 1959 | 1970 |
| ---- | ---- | ---- | ---- |
| 163  | ↗424 | ↘290 | ↘35  |